# Szent Ágoston tanítása a szabad akaratról

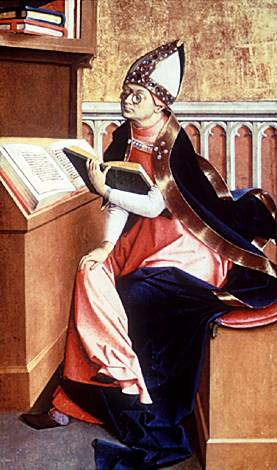
Szent Ágoston (354-430)

Hippói Szent Ágoston A szabad akaratról című könyvének középpontjában a rossz problémája áll. A fő kérdés a morális rosszra vonatkozik. Ágoston szerint kétféle értelemben beszélünk rosszról: ha valaki rosszat tesz (bűn), vagy ha velünk történik valami rossz (szenvedés). A szenvedés nem más, mint igazságos büntetés. A rossz első fajtájának nem Isten az okozója, a másodiké igen. Isten igazságos, a jókat megjutalmazza, a rosszakat megbünteti, senki sem bűnhődik igazságtalanul. A világmindenséget az isteni előrelátás kormányozza.
Mindenki saját maga az oka, ha rosszat tesz, írja Ágoston. A rosszat nem lehet tanulni, mert a tanítás fogalma ellentétes a rossz fogalmával, tanulni csak a jót lehet. Ágoston a rosszat nemlétezőként definiálja, a rossz nem létező, hanem léthiány (értsd: a jó létének hiánya). A tanítás jó dolog, ezért aki rosszat tesz, elfordul a tanítástól. Ha a rossz tanulható, illetve tanítható, akkor pusztán azért érdemes tanulni/tanítani, hogy elkerüljük azt.
Aki képes tanulni, abban megvan a felfogóképesség, akiben van felfogóképesség, az képes a jót elsajátítani és cselekedni. Ágoston többek között az értelem létével magyarázza az ember és az állat közötti különbséget is. Mind az ember, mind az állat lélekkel rendelkező lény, de pusztán az ember képes az értelem segítségével felfogni saját létezését. Más dolog élni, és más dolog tudni hogy élünk.
Isten a semmiből teremtette a világot (ex nihilo). Az isteni törvény, vagy isteni gondviselés minden törvény felett áll. E törvény azonos az isteni bölcsességgel, mellyel a világ teremtetett. Ezért a rosszat nem a külső dolgokban kell keresni, hisz aki vágyik a rosszra, az pont olyan bűnös, mint az, aki megteszi. Valamennyi rossz cselekedetben a vágy tör uralomra. A vágy pedig nem más, mint az isteni törvénytől való elfordulás.
Ágoston kétfajta törvényt különböztet meg: egy istenit és egy földit. Az előbbi örök, a második mulandó. Az isteni törvény nem más, mint az isteni akarat (gondviselés, legfőbb bölcsesség). Az isteni törvény tilt mindenféle rossz dolgot, (például önvédelemből sem gyilkolhatunk), mindenképpen magasabb rendű, mint a földi, írásba foglalt törvények. A földi törvények megengednek bizonyos, az isteni törvény szerint rossz cselekedeteket, de csak azért, hogy a nagyobb rosszakat elkerüljék. Például kisebb bűn megölni azt, aki más életére tör, mint elszenvedni azt, hogy kioltsák az életünket. Az isteni és az emberi törvény különbségének bemutatásakor Ágoston három példát említ meg: a házasságtörést, a szentségtörést és a gyilkosságot. Az emberi akarat helyessége tehát azon mérhető le, hogy mennyire van összhangban az isteni akarattal.
Aki a legfőbb bölcsességre akar szert tenni, annak helyes és tisztességes életre kell törekednie, ezt nevezi Ágoston jóakaratnak. A jóakarat a lelkünk tulajdona. Akaratunkon múlik, hogy élvezzük vagy nélkülözzük a valódi jót. Akiben az akarat jó, az olyasvalaminek van a birtokában, amit mindenféle földi birodalom és testi gyönyör elé kell helyezni.
Abban az emberben, akiben megvan a jóakarat, az ellensége minden rossznak, továbbá megtalálható benne az okosság, a bátorság, a mértékletesség és az igazságosság erénye. Az ilyen embert dicséretre méltónak nevezzük, élete nem szerencsétlen, szükségszerűen boldognak kell lennie. Aki helyesen akar élni, az a jóakaratot a mulandó dolgok elé helyezi. Az örömet, ami a jó elnyeréséből fakad, nevezzük boldog életnek.

## Külső hivatkozások
- A szabad akarat és a kegyelem...[halott link]
- St. Augustine and Free Will (angolul)
- Augustinus: De libero arbitrio (latinul)